# HD157046
HD157046 — хімічно пекулярна зоря спектрального класу A, що має видиму зоряну величину в смузі V приблизно  9,3.
Вона  розташована на відстані близько 815,4 світлових років від Сонця.